# Семенов Ісмаїл Унухович
Ісмаїл Унухович Семенов (карач.-балк.  Семёнланы Унухну джашы Исмаил); 3 березня 1891, Учкулан — 8 серпня 1981, Терезе) — перший карачаєвський професійний поет, основоположник і класик карачаевської літератури, член Спілки письменників з 1940 року, кавалер Ордена Трудового Червоного Прапора, автор пісні «Ельбрус», що стала гімном Північного Кавказу.

## Біографія
- Народився 3 березня 1891 р. в аулі Учкулан, біля підніжжя Ельбрусу, в Кубанській ущелині Карачая в сім'ї релігійного діяча Унуха-хаджі Семенова. Був праправнуком знаменитого карачаєвського співака-імпровізатора Семенова Калтура[1].
- Початкову духовну освіту отримав в примечетській школі, а пізніше продовжив навчання в медресе Кенделена.
- Одружився з Іжаєвою Анісат, якій присвячено його найбільший і найкращий[2] твір карач.-балк.  "Акътамакъ".
- 1943—1957 знаходився в Середній Азії разом з іншим депортованим народом.
- Незабаром після повернення на історичну батьківщину переселився в Терезе, де помер і похований у 1981 році.